# Сулава, Александр Георгиевич
Александр Георгиевич Сулава (груз. ალექსანდრე გიორგის ძე სულავა, 4 августа 1904 — 29 января 1943 года) — грузинский советский писатель и критик.

## Биография

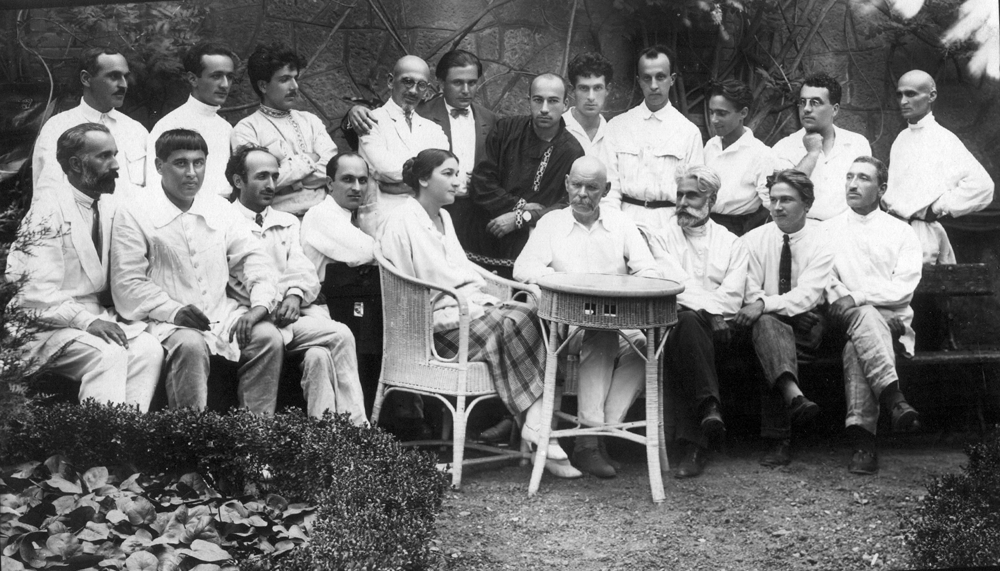
Максим Горький в гостях у грузинских писателей в саду Дворца писателей Грузии. 24 июля 1928 года. Сулава — во втором ряду пятый справа

С 1925 по 1927 год учился в Тбилисском государственном университете.
Первые стихи опубликовал в 1925 году, первые критические статьи в 1927. С мая 1932 года служил в РККА.
Жил в Тбилиси, ул. Калинина (ныне — Ивана Джавахишвили), д. 7.
Участник Великой Отечественной войны. Секретарь редакции газеты при политотделе 224 стрелковой дивизии. Попал в немецкий плен во время Керченской операции и умер в концлагере, похоронен в Шлос-Хольте-Штукенброкк